# Hopea dyeri
Hopea dyeri är en tvåhjärtbladig växtart som beskrevs av Georg Christoph Heim. Hopea dyeri ingår i släktet Hopea och familjen Dipterocarpaceae. Inga underarter finns listade i Catalogue of Life.